# Ульмская школа дизайна

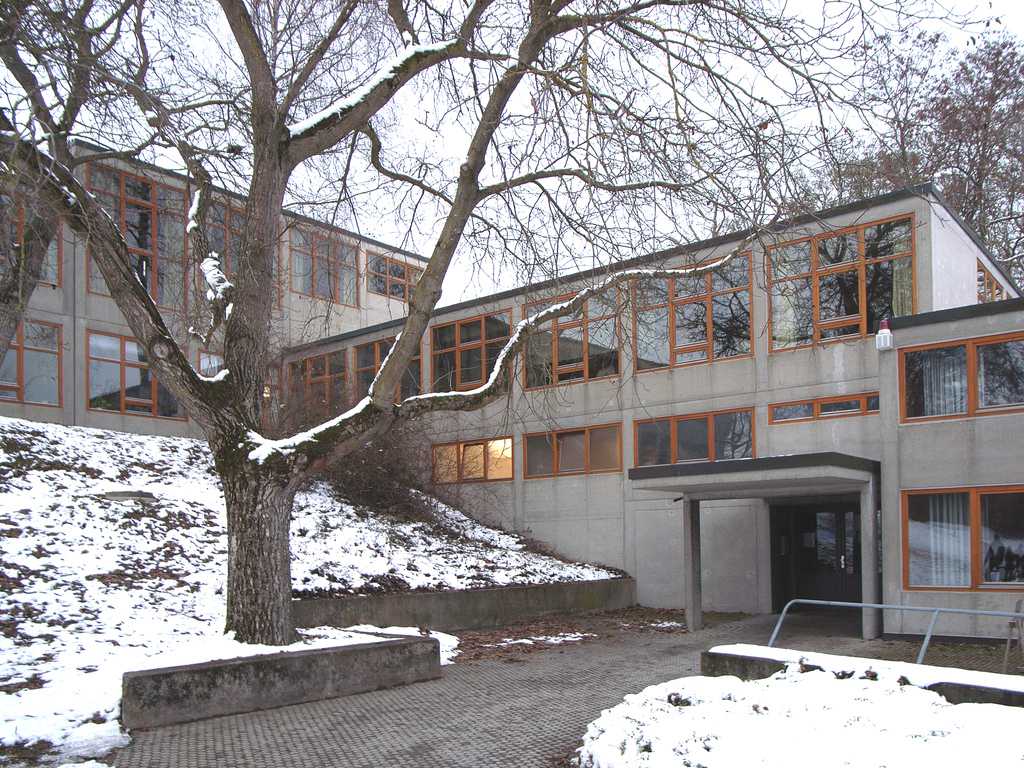
Здание школы в 2007 году.

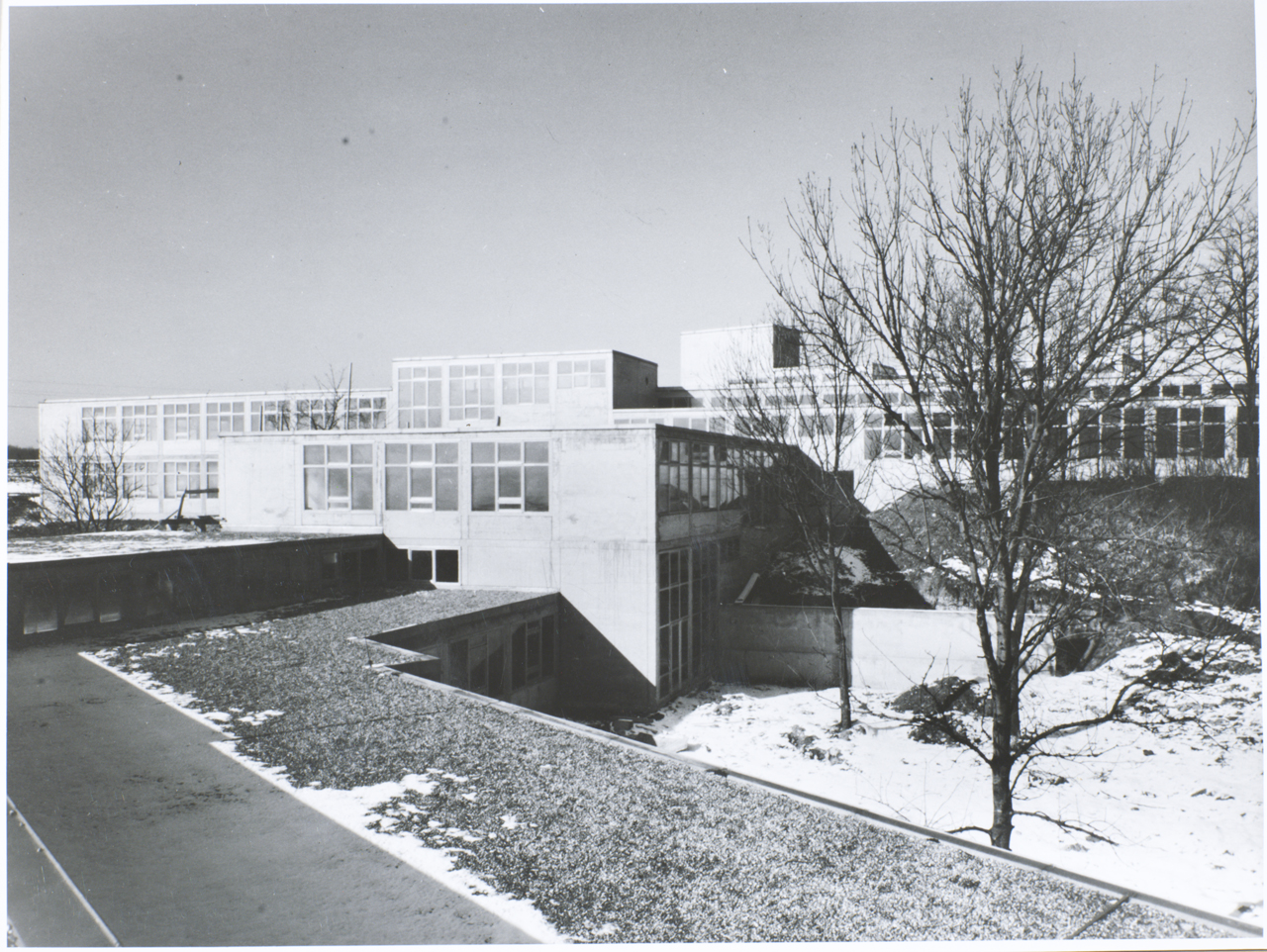
Здание школы через два года после открытия (1955). Фотография Ганса Г. Конрада

Ульмская школа дизайна (нем. Hochschule für Gestaltung Ulm) — «Высшая школа формообразования в Ульме», учебное заведение, готовившее специалистов в области технической эстетики и дизайна. Основана в 1953 году в южно-германском городе Ульм (Баден-Вюртемберг).

## История создания
Ульмская школа, отчасти, наследовала идеи знаменитого Баухауса, но это была не государственная, а частная школа, субсидируемая американским банкиром и юристом Дж. Макклоем, О. Айхером и фондом немецкой семьи Шолль. В её деятельности выделяют три периода. Первый (1949—1955) именуют «баухаусовским», второй период (1956—1968), когда Ульмская школа превратилась в международный центр системного дизайна, и третий период, после официального закрытия (1969—1972), когда школа превратилась в центр изучения и проектирования окружающей среды.

## Теоретическая концепция и учебная программа школы
Ульмская школа создавалась в период возрождения экономики Германии после поражения во Второй мировой войне. По примеру и при содействии США на крупных промышленных предприятиях стали создавать проектные бюро. На первом этапе концепция Ульмской школы исходила из триады: теория, научно-технический поиск, практическое проектирование и создание опытных образцов. Основная идея на первом этапе создания школы заключалась в соединении просветительской роли Народного университета (созданного в 1946 году в Ульме при содействии семьи Шолль, основателей школы, пострадавших от нацизма) и нового искусства молодых художников Германии. Проводником этой идеи был давний друг семьи Шолль, художник-график Отто Айхер, который начертил первую схему-график будущего учебного процесса. В центральном круге он поместил занятия по актуальным проблемам социальной политики, добавив по сторонам социологию и экономику. От центра отходили шесть кругов, озаглавленных: «Пропаганда идей», «Пресса», «Изобразительное искусство и кино», «Промышленная продукция», «Домостроение» (Bauhaus), «Градостроительство» (Stadtplanung). Позднее некоторые названия менялись, но принцип оставался тем же: в центре — основной курс, по сторонам: 

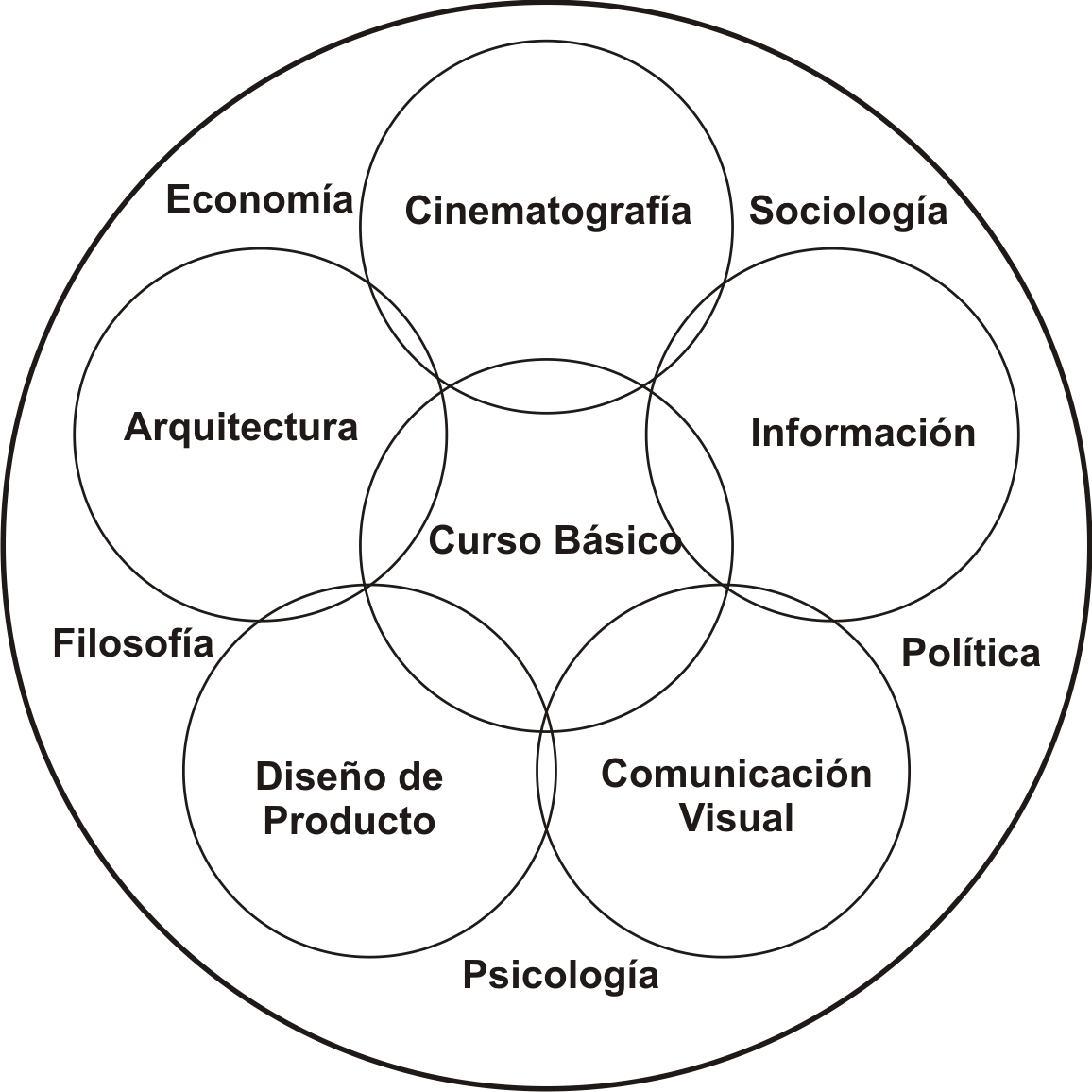
Структура учебного плана Ульмской школы

В Ульмской школе действовали четыре факультета: промышленного проектирования, строительства, визуальной коммуникации и вербальной коммуникации. Последние два были необычны для того времени. На факультете визуальной коммуникации готовили специалистов по типографской графике, проектированию выставок и рекламы, товарной упаковки, фотографии, кино и телевидения. Факультет вербальной (словесной) коммуникации выпускал кино и радио журналистов.
Студенты и преподаватели, среди которых были представители разных стран, проживали в зданиях при школе. Количество штатных преподавателей колебалось в пределах пятнадцати человек, однако для чтения лекций и проведения практических занятий приглашали до пятидесяти учёных, дизайнеров и архитекторов. Срок обучения колебался от трёх до четырёх лет. На всех факультетах преподавали методику комбинаторного анализа, программирование, статистику, историю, социологию, физиологию и психологию. Овладение методами научного мышления считалось обязательным условием проектирования. Основная цель обучения — подготовка всесторонне развитого специалиста, способного в век технической цивилизации выражать свои идеи не только в рисунках, чертежах, фотографиях и моделях, но и концептуально: в устной и письменной речи. Учебное время распределялось следующим образом: курсовые проекты — 700—800 часов в год, специальные дисциплины — 250 часов, общие курсы для всех факультетов — до 210 часов.
Методически обучение в школе строилось вокруг практического проектирования. Во время работы над конкретным проектом студенты изучали определенный раздел сопутствующих дисциплин. Предметом курсового проектирования могли стать самые разные объекты: приборный блок, панель управления станка или автомобиля, сантехнический блок жилого дома, комплект детских игрушек, посуда, упаковка разнообразных товаров, бензозаправочная станция, серия рекламных объявлений, разработка товарного знака.
В 1958 году вышел первый номер журнала «Ульм». Преподаватели школы читали лекции в художественных институтах разных стран. Студенты и преподаватели работали в двух проектно-конструкторских организациях при школе. В них выполняли исследовательские и проектные работы по конкретным заказам от фирм и различных организаций.

## Макс Билль и ранняя история школы
В 1953—1957 годах ректором школы был Макс Билль, швейцарский художник, архитектор и дизайнер, выпускник Баухауса, возглавлявший в то время швейцарское отделение Веркбунда. Он же спроектировал здание школы. В 1958—1967 годах — выдающийся художник, дизайнер и теоретик Томас (Тома́) Мальдонадо. С новой школой практики и теоретики дизайна связывали надежды на дальнейшее развитие идей, заложенных в Баухаусе после его закрытия нацистами в 1933 году.
Обучение первых двадцати студентов в Ульме началось 3 августа 1953 года. К преподаванию в самом начале привлекли «старую гвардию» из Баухауса: Йозефа Альберса, Иоганнеса Иттена, Вальтера Петерханса. На официальном открытии нового учебного заведения в октябре 1955 года выступил с речью основатель Баухауса и один из учителей Билля, Вальтер Гропиус, выразивший надежды на плодотворное развитие идей, заложенных им в Баухаусе. В 1955 году гостями школы были В. Гропиус и А. Ван де Велде.
Дизайнеры Ульмской школы разрабатывали фирменный стиль компании «Lufthansa», многие образцы изделий фирмы «Braun», вагонов Гамбургской надземной железной дороги и многое другое. После закрытия Ульмской школы в 1968 году при Университете Штутгарта (северо-западнее Ульма) организовали «Институт планирования окружающей среды Ульм», с 1973 года — «Институт теоретического планирования». В зданиях бывшей школы располагается фонд и «Центр дизайна Ульмской школы», а также Музей Ульмской школы.
В 1953 году Макс Билль приступил к проектированию и строительству зданий школы и разработке научно-теоретической концепции. Согласно этой концепции, дизайн не является искусством в традиционном смысле слова, а представляет собой проектный ответ человека на вызов стремительно изменяющейся окружающей среды. Поэтому дизайн-проектирование имеет двойственное содержание: гармония природы воздействует на человека, а человек отвечает природе гармонией процесса формообразования (Gestaltung), в основе которого лежит исключительно рациональное начало. Такая концепция основывалась на теории «математической красоты» М. Билля, которая, несмотря на воздействие различных внешних факторов, должна сохранять «чистую форму».

## Ульмская школа и Томас Мальдонадо
В 1958 году директором Ульмской школы стал Томас Мальдонадо. Ранее, в 1946 году, вместе с группой единомышленников Мальдонадо опубликовал «Манифест изобретательства», в котором изложил свою концепцию искусства. По его мнению, красота реального мира и «конкретного искусства» (современного дизайна) приходит на смену иллюзорной эстетике, которую создали художники предыдущих поколений. «Различные философии дизайна, — утверждал Мальдонадо, — являются выражением различного отношения к миру. Место, которое мы отводим дизайну в мире, зависит от того, как мы понимаем этот мир».
В 1948 году Мальдонадо совершил поездку в Италию и Швейцарию, где и познакомился с Максом Биллем. В 1949 году в журнале «Cea» он опубликовал статью «Промышленный дизайн и его социальное значение». В статье Мальдонадо пояснял цель дизайн-проектирования: создание не только красивой, но и целесообразной, «качественной» формы. Именно это отличает «честное, или реальное, формообразование» от украшательства и стилизации. В 1951 году он стал редактором журнала «Новое видение» (Nueva Visión), посвященного искусству, дизайну, архитектуре и типографике. В журнале Мальдонадо опубликовал ряд статей, посвященных «конкретному искусству» и «реальному формообразованию».
Томас Мальдонадо стал автором антикоммерческой концепции дизайна. Согласно этой концепции, искусство и коммерция несовместимы. Мальдонадо утверждал, что дизайн — это не искусство. Предмет потребления никогда не станет искусством в традиционном смысле, а промышленный дизайн, как и современная архитектура, не является художественным творчеством, поскольку он создается в технических бюро с привлечением точных научных данных по принципу «структурной комплексности». Эстетический, а тем более художественный, факторы являются одними из многих, на которые может ориентироваться дизайнер лишь в отдельных случаях.
Мальдонадо разделял понятия промышленного и коммерческого дизайна. В первом случае эстетическая сторона продукта определяется инженерным конструированием. Во втором — форма предмета не вполне согласуется с его функцией и конструкцией, в большей степени она связана с декоративными качествами и внешней привлекательностью. Мальдонадо ориентировался на деятельность Ханнеса Майера, который занимал пост директора Баухауса с 1928 по 1930 год. Его позицию Мальдонадо называл «социальным функционализмом», в противовес «формалистическому функционализму», имевшему место в раннем периоде школы Баухаус. Мальдонадо стремился привнести в дизайн социальное содержание. Макс Билль не принял этой концепции, расценив её как отказ от достижений Баухауса, и покинул пост директора. Впоследствии он стал главным оппонентом Ульмской школы.
В 1958 году состоялась большая отчётная выставка работ преподавателей и студентов Ульмской школы, которая убедительно продемонстрировала новое направление — антикоммерческий, системный и научный дизайн. В 1960 году на Всемирной конференции дизайнеров в Токио её устроители, архитекторы Кэндзо Тангэ и Кисё Курокава, познакомили участников с архитектурным движением метаболизма, в котором здание уподоблялось «растущему организму», а архитектор чувствовал себя свободным художником. Мальдонадо, напротив, подчёркивал: «развитие науки, техники и искусства от эпохи Возрождения до наших дней показало, что открытие нового не всегда связано с культом самовыражения… Существуют иные пути к совершенствованию». Позднее Мальдонадо утверждал, что «методы деятельности имеют не менее важное значение, чем её результаты».
Концепция Мальдонадо вызвала противодействие прежде всего со стороны архитекторов. Против утилитаризма и «детской болезни научности» Ульмской школы выступил её бывший ректор М. Билль. Из США на возникшую полемику откликнулся В. Гропиус, его письма были опубликованы в журнале «Ульм» (№ 10,11 за 1964 год). Гропиус писал, что в своё время в Баухаусе они собрались совсем не для того, чтобы «делать рациональные чайники, лампы и мебель», но для того, чтобы создать атмосферу творческой свободы, с которой художник мог бы смело внедрять свои идеи в предметный мир.
Критика капиталистической системы, которой занимались Т. Мальдонадо и его коллеги из Ульмской школы, а также непрекращающиеся противоречия в руководстве привели к закрытию школы в 1968 году.

## Ульмская школа и концепция вещи
Один из принципов, на котором базировалась идеология дизайна Ульмской школы — отношение к вещи как сосредоточению концепции. Отчасти эта идея была унаследована от идей Баухауса. Эти принципы были поддержаны и реализованы Максом Биллем в его теоретических работах и дизайн-проектах. Несмотря на интерес к утилитарным системам и стремление к прикладному функционализму, понимание вещи как концепта стало важной идеей в системе Ульмской школы. Искусствовед Екатерина Васильева обращает внимание на то, что программа вещи Ульмской школы и Баухауса находит много общего с платоновской концепцией Идеи. «Создание вещи есть обретение совершенства, постижение изначальной сущности предмета, достижение невидимой, но единственно возможной квинтэссенции». Эта концепция идеи широко использовалась в Ульмской школе, особенно в тот период, когда Макс Билль оставался её директором. «Стратегия типового серийного дизайна, обозначенная Айхером и Биллем подразумевала существование идеальной вещи, идеального предмета, идеального прототипа, которые становились своеобразным основанием последовательного воспроизведения той или иной формы».

## Галерея

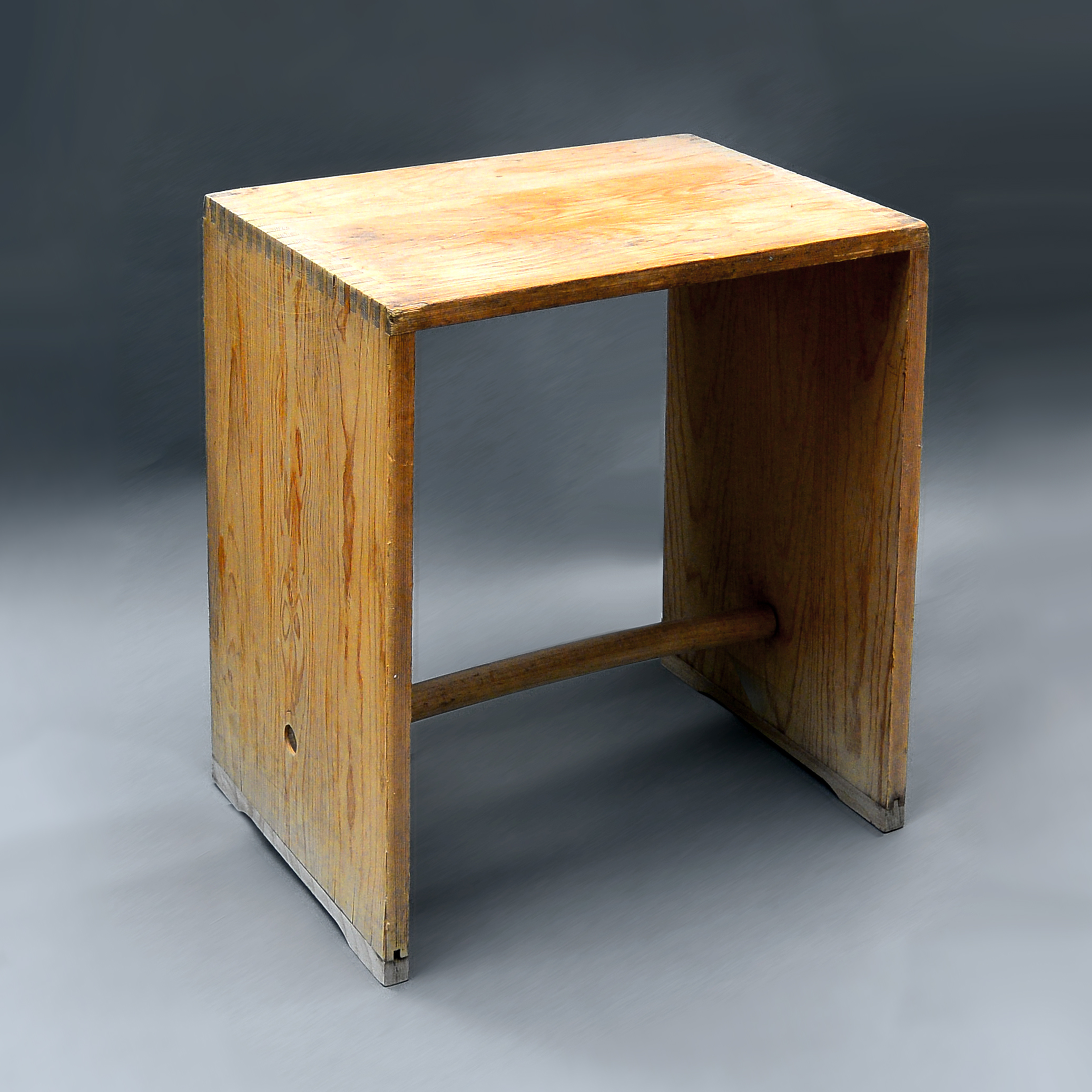
Табурет «Ульм»
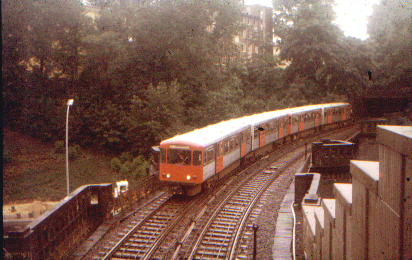
[[HHA Typ DT2|Вагоны Гамбургской железной дороги. 1962
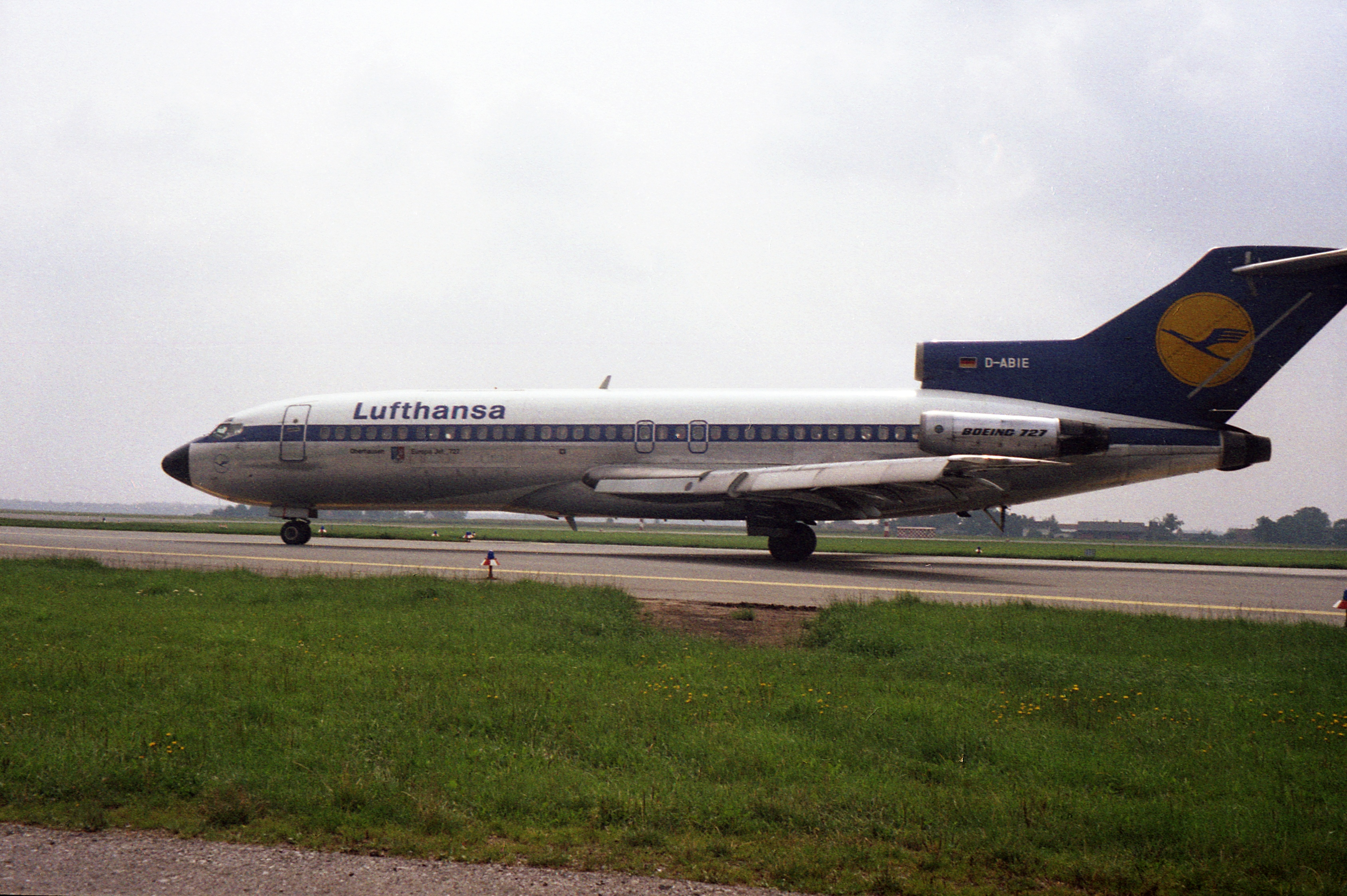
Самолёт компании «Люфтганза»
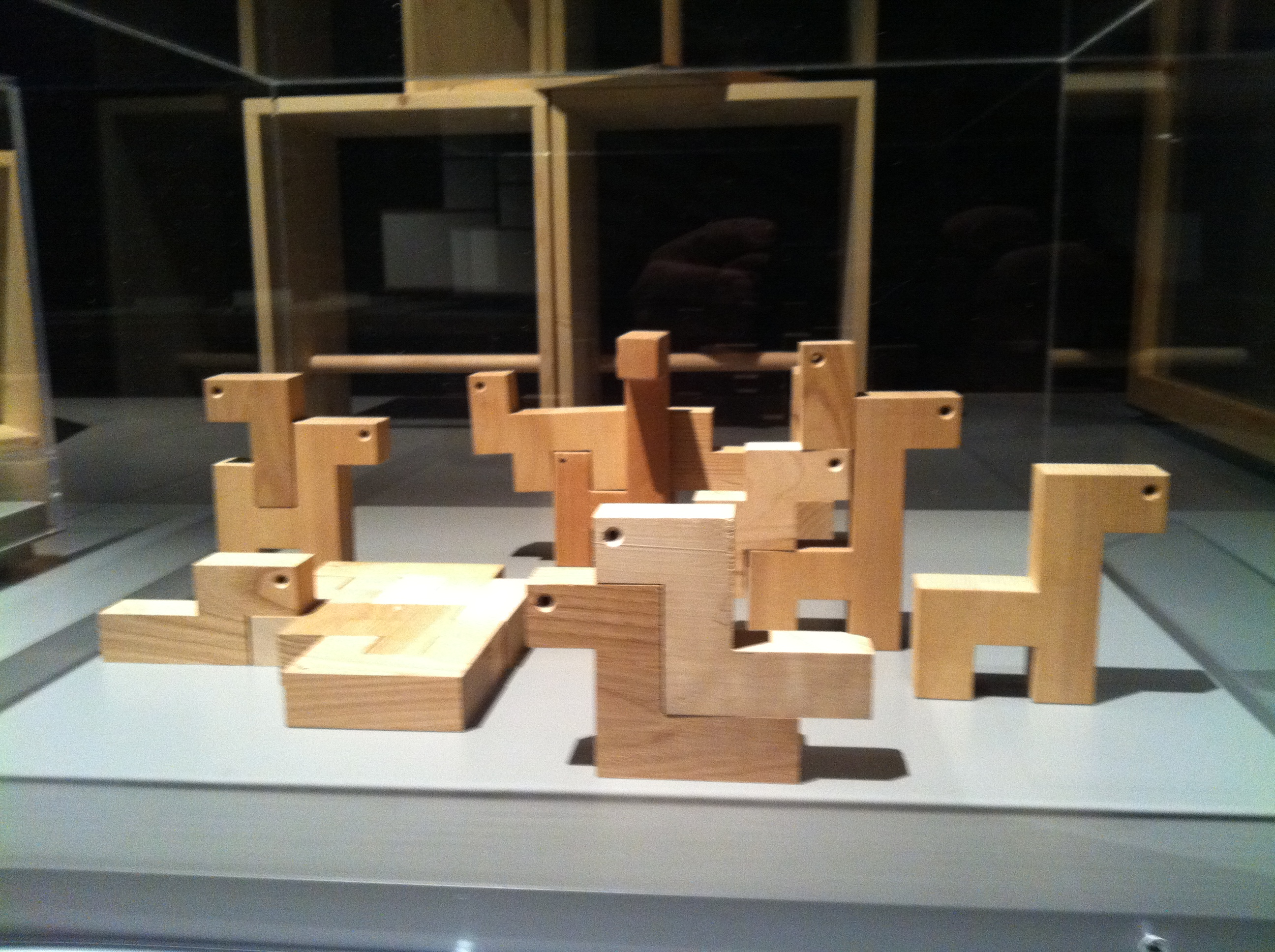
Деревянные игрушки-конструктор
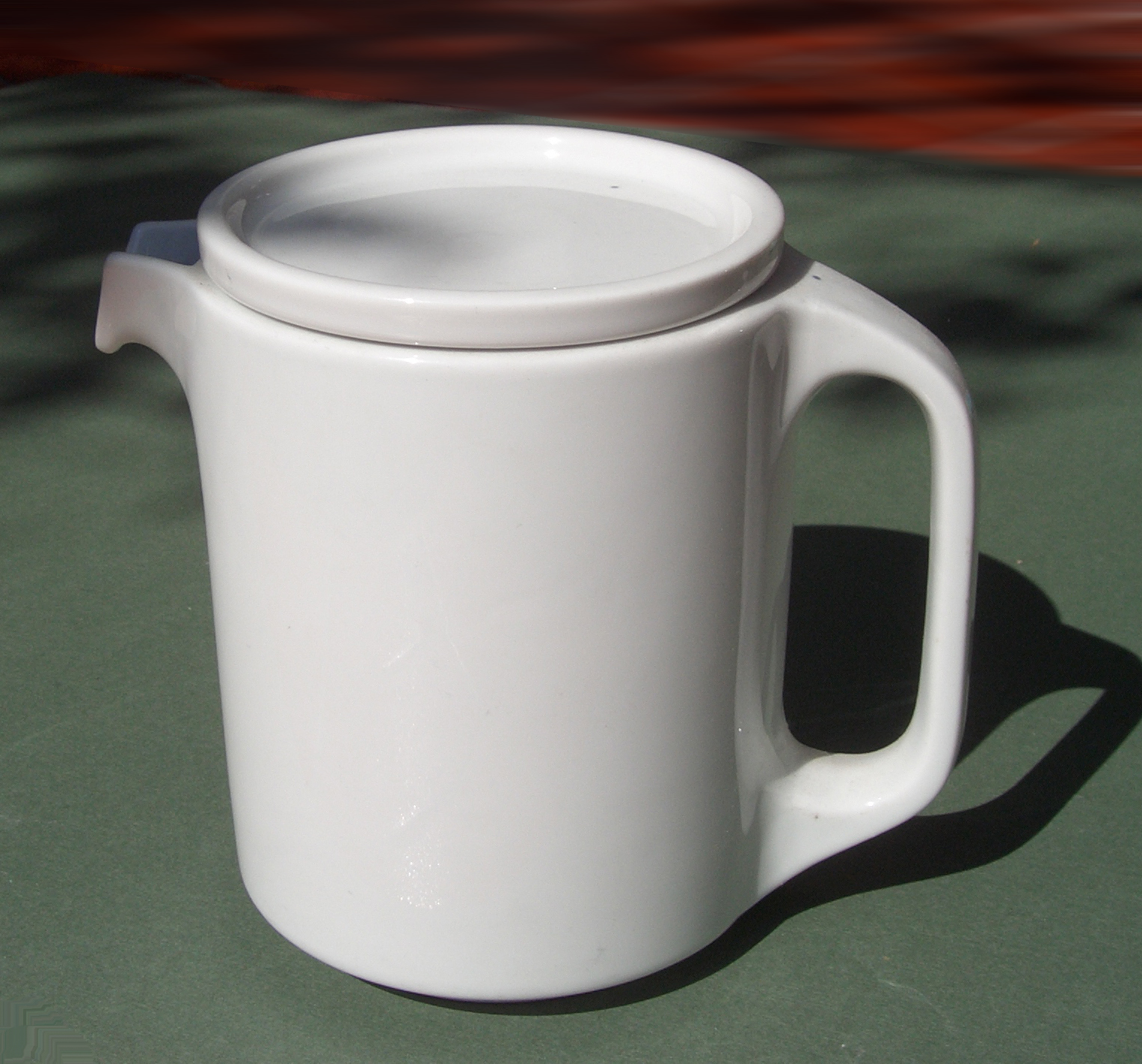
«Штабелируемый чайник»
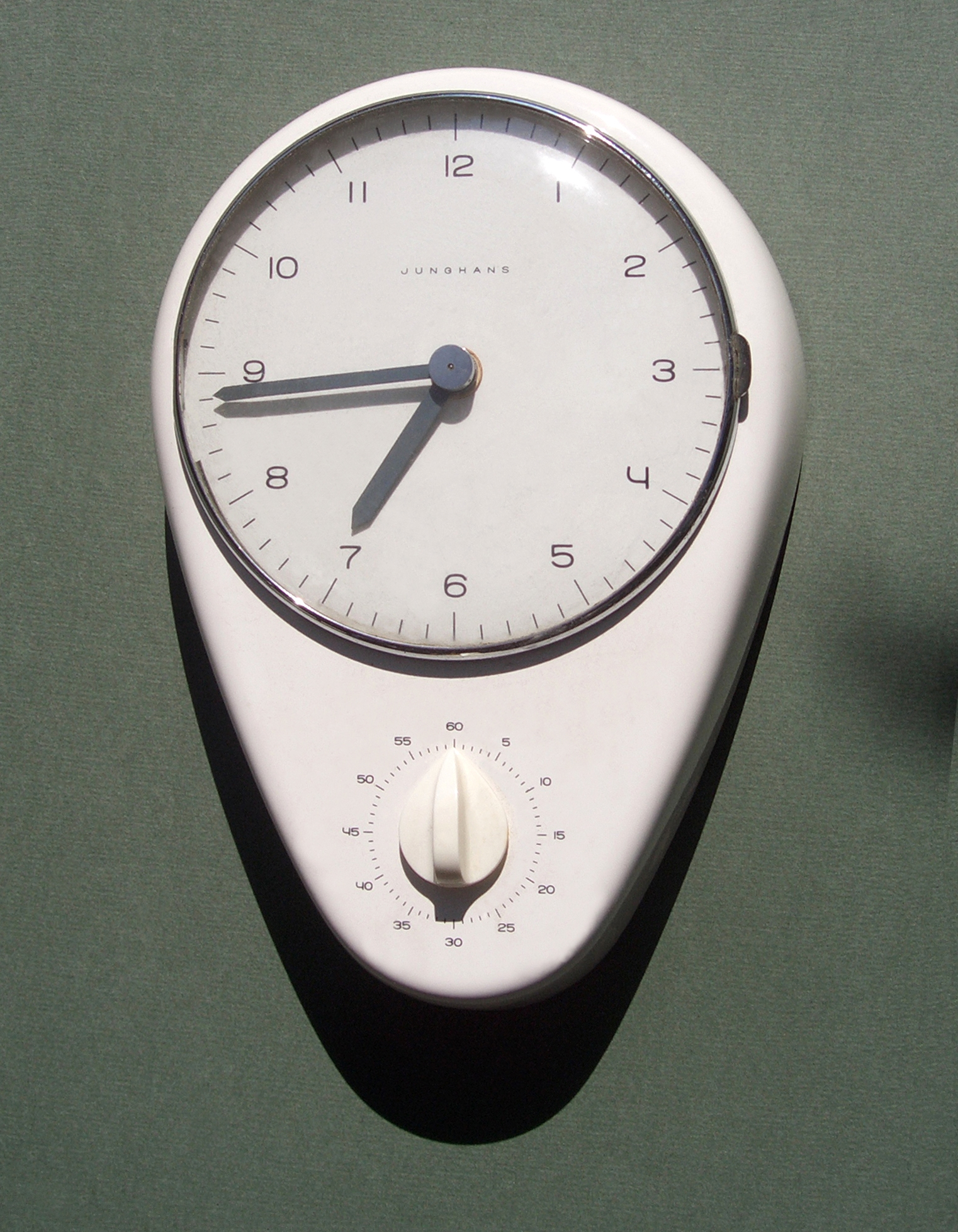
М. Билль. Кухонные часы